# Peptidaza Do
Peptidaza Do (EC 3.4.21.107, DegP, DegP proteaza, HtrA, proteaza A sa zahtevom za visoku temperaturu, HrtA protein toplotnog šoka, proteaza Do, Do proteaza) je enzim. Ovaj enzim katalizuje sledeću hemijsku reakciju
Ovaj enzim deluje na supstrate koji su bar delimično denaturisani. P1 ostatak mesta razlaganje je normalno između para hidrofobnih ostataka, kao što su Val-Val
Ova serinska endopeptidaza je esencijalna za razlaganje denaturisanih ili agregiranih proteina sa unutrašnje membrane i periplazmičnog prostora u Escherichia coli.

## Literatura
- Nicholas C. Price; Lewis Stevens (1999). Fundamentals of Enzymology: The Cell and Molecular Biology of Catalytic Proteins (Third изд.). USA: Oxford University Press. ISBN 019850229X.
- Eric J. Toone (2006). Advances in Enzymology and Related Areas of Molecular Biology, Protein Evolution (Volume 75 изд.). Wiley-Interscience. ISBN 0471205036.
- Branden C; Tooze J. Introduction to Protein Structure. New York, NY: Garland Publishing. ISBN 0-8153-2305-0.
- Irwin H. Segel. Enzyme Kinetics: Behavior and Analysis of Rapid Equilibrium and Steady-State Enzyme Systems (Book 44 изд.). Wiley Classics Library. ISBN 0471303097.

## Spoljašnje veze
- Peptidase+Do на 